# Ceratomyxa nitida
Ceratomyxa nitida är en djurart som tillhör fylumet Myxozoa, och som beskrevs av Meglitsch 1960. Ceratomyxa nitida ingår i släktet Ceratomyxa och familjen Ceratomyxidae. Inga underarter finns listade i Catalogue of Life.